# Cyclocross-Weltmeisterschaften 2007
Die Cyclocross-Weltmeisterschaften 2007 wurden am 27. und 28. Januar in Gits, einem Ortsteil der belgischen Gemeinde Hooglede, ausgetragen. Start und Ziel lagen auf der Koolskampstraat im Osten des Orts, der Großteil des Parcours auf dem Gelände der Pflegeanstalt Dominiek Savio.

## Ergebnisse

### Männer
| Platz | Land               | Sportler        |
| ----- | ------------------ | --------------- |
| 1     | Belgien            | Erwin Vervecken |
| 2     | Vereinigte Staaten | Jonathan Page   |
| 3     | Italien            | Enrico Franzoi  |

### Frauen
| Platz | Land               | Sportler           |
| ----- | ------------------ | ------------------ |
| 1     | Frankreich         | Maryline Salvetat  |
| 2     | Vereinigte Staaten | Katherine Compton  |
| 3     | Frankreich         | Laurence Leboucher |

### Junioren
| Platz | Land               | Sportler          |
| ----- | ------------------ | ----------------- |
| 1     | Belgien            | Joeri Adams       |
| 2     | Vereinigte Staaten | Daniel Summerhill |
| 3     | Tschechien         | Jiří Polnický     |

### U 23
| Platz | Land        | Sportler     |
| ----- | ----------- | ------------ |
| 1     | Niederlande | Lars Boom    |
| 2     | Belgien     | Niels Albert |
| 3     | Frankreich  | Romain Villa |